# Islamisches Emirat Afghanistan
Das Islamische Emirat Afghanistan (paschtunisch د افغانستان اسلامي امارت) ist ein islamisches Emirat, das von den Taliban, einer im September 1994 gegründeten deobandisch-islamistischen Terrorgruppe, ausgerufen wurde. Es ist das De-facto-Regime über Afghanistan seit dem Vormarsch der Taliban im August 2021 (zum Ende des Kriegs in Afghanistan). Es bestand zuvor schon einmal von Oktober 1997 bis Ende 2001 (am Ende des Afghanischen Bürgerkriegs). International wird das Emirat allerdings nur von Russland anerkannt. Stattdessen gilt die Islamische Republik Afghanistan international als rechtmäßiger Vertreter des afghanischen Staates und stellt auch dessen Vertreter bei den Vereinten Nationen.
Das Staatsoberhaupt als Emir ist der Anführer der Taliban, Hibatullah Achundsada.

## Geschichte

### 1996–2001
Die Taliban herrschten seit September 1996 über den Großteil Afghanistans. Im Oktober 1997 formalisierten sie die Stellung von Mohammed Omar als dessen Staatsoberhaupt, indem sie Afghanistan offiziell als Emirat proklamierten. Omar war bereits im April des Vorjahres von der Führungsgruppe der Taliban der Titel Amir al-Muʾminin (Führer der Gläubigen) zugesprochen worden, der ihn zum Emir Afghanistans machte. Auch nach der Umbenennung des von ihnen geführten Staates unterhielten die Taliban jedoch nur mit Saudi-Arabien, Pakistan und den Vereinigten Arabischen Emiraten offizielle diplomatische Beziehungen.
Das Emirat kontrollierte nach seiner Gründung etwa 85 Prozent des Staatsgebietes, bis auf den äußersten Nordosten. Jedoch brachte das Emirat erhebliche Teile der Bevölkerung mit der Abschaffung von Freiheiten und Menschenrechten gegen sich auf: Die Frauenrechte unter den Taliban raubten den Frauen jede Möglichkeit eines freiheitlichen, selbstbestimmten Lebens. Kino und Unterhaltungsmusik waren grundsätzlich für Männer und Frauen verboten. Kinder, die spielten, wurden teilweise bestraft.
Im Jahr 1998 hatten die Taliban eine grobe Verfassung ausgearbeitet, in der der Amir al-Mu'minin, ähnlich dem Obersten Führer Irans, als absolutistisches Staatsoberhaupt im Zentrum steht und einen „Islamischen Rat“ ernennt, der als Regierung fungiert. Eine Gewaltentrennung, Menschenrechte oder demokratische Wahlen sah der Entwurf nicht vor. Diese Verfassung wurde jedoch nie verabschiedet. Zwischenzeitlich haben die Taliban Andeutungen gemacht, zunächst die bisherige afghanische Verfassung formell fortgelten zu lassen, da ihre Ziele im Wesentlichen religiöser, nicht politisch-struktureller Natur seien.
Das Emirat löste sich am 17. Dezember 2001 de facto auf, nachdem es von der Nordallianz und ihren Verbündeten unter US-Führung im Rahmen der Operation Enduring Freedom gestürzt wurde.

### Seit 2021
Mit dem Ende der „Resolute Support“ NATO-Mission zogen sich die USA und NATO-Verbündete aus Afghanistan zurück. Während des Rückzugs brachten die Taliban innerhalb weniger Wochen, ohne auf nennenswerten Widerstand durch die afghanische Nationalarmee zu stoßen, im Sommer 2021 nahezu ganz Afghanistan unter ihre Kontrolle. Nachdem sie auch Kabul eingenommen hatten, sich der afghanische Staatspräsident Aschraf Ghani außer Landes begab und die militärische Niederlage eingestand, riefen die Taliban am 16. August 2021 abermals ein islamisches Emirat aus.
In einer ersten Pressekonferenz nach der Machtübernahme verkündeten die Taliban in Kabul eine allgemeine Amnestie, die auch für Soldaten der afghanischen Nationalarmee und weitere Kollaborateure der ehemaligen Besatzungsstreitkräfte (bspw. Ortskräfte bzw. Übersetzer) gelten würde.
In mehreren afghanischen Städten demonstrierten Einwohner im August und September 2021 gegen die Taliban und ihr ausgerufenes islamisches Emirat. Am 8. September 2021 rief die Übergangsregierung in ihrer ersten offiziellen Erklärung ein Verbot von Demonstrationen aus.
Im September wurden die wichtigsten Posten innerhalb der Regierung besetzt. Unter den 33 höchsten Vertretern waren nur Männer, darunter 32 Paschtunen und ein Tadschike.
Nach der Machtübernahme der Taliban Mitte August 2021 führte der IS-Khorasan eine Reihe von Terroranschlägen in verschiedenen Gebieten im Land durch. So wurde am 4. Oktober ein Bombenanschlag, nahe dem Tor der Eidgah-Moschee in Kabul, auf die Trauerfeier für die Mutter eines hochrangigen Taliban-Funktionärs verübt. Es soll mindestens zwölf Tote und mehr als 32 Verletzte gegeben haben. Es war der erste Bombenanschlag gegen hochrangige Taliban durch den IS-Khorasan. Taliban attackierten ihrerseits IS-Kämpfer in Kabul. Nach ihrer Machtübernahme in Afghanistan richteten die Taliban in Haft befindliche Mitglieder des IS außergerichtlich hin.
Am 14. November 2021 führten die Taliban ihre erste Militärparade in Kabul durch. Dabei wurden zahlreiche erbeutete Waffen und Kriegsgeräte
vorgeführt. Bei der Militärparade waren auch Dutzende M1117 Guardian Armored Security Vehicle und MI-17-Hubschrauber zu sehen. Die Taliban trugen Uniform statt wie zuvor traditionelle afghanische Kleidung. Viele Taliban waren mit amerikanischen M4-Sturmgewehren ausgerüstet.
Im November 2021 veröffentlichte Human Rights Watch einen Bericht über Tötungen oder das Verschwindenlassen von mehr als 100 ehemaligen Angehörigen der Sicherheitskräfte, darunter Militärs, Polizisten, Geheimdienstler und Angehörige regierungsfreundlicher Milizen durch Taliban zwischen 15. August und Ende Oktober 2021 in den Provinzen Gasni, Helmand, Kandahar und Kundus. Die Vereinten Nationen teilen die Einschätzung bezüglich der Höhe der Opfer bei den außergerichtlichen Hinrichtungen durch die Taliban, nach deren Machtergreifung.
Am Nachmittag des 1. Dezember 2021 kam es an der Grenze zwischen Iran und Afghanistan nach einem Missverständnis zu einem Schusswechsel zwischen Taliban- und iranischen Soldaten. Die Taliban waren fälschlicherweise der Meinung, ihre Grenze sei von iranischen Bauern durchbrochen worden. Irans Außenamtssprecher ging von einem Grenzstreit zwischen Anwohnern aus, jedoch ohne Bezug auf die Taliban. Die Situation wurde nach Kontakt zwischen den Grenzschutzbeamten geklärt.
Im Februar 2022 beschlagnahmte US-Präsident Joe Biden per Erlass sieben Milliarden Dollar der afghanischen Zentralbank, die in den USA gelagert sind. Nach dem Sieg der Taliban 2021 war dieses Geld zunächst eingefroren worden. Weitere rund zwei Milliarden Dollar lagen zu diesem Zeitpunkt in Deutschland, in den Vereinigten Arabischen Emiraten, der Schweiz und anderen Staaten. Die Hälfte des in den USA befindlichen Geldes soll direkt an die afghanische Bevölkerung gehen, ohne dass die Taliban dieses in die Hand bekommen. Dabei teilte Biden aber nicht mit, wie dies durchgeführt werden soll. Die andere Hälfte soll für US-Opfer des Terrorismus reserviert werden, die vor Gericht Schadenersatz fordern.
Bis Juni 2022 kamen über 2100 Zivilisten bei bewaffneten Auseinandersetzungen in Afghanistan ums Leben oder wurden verwundet. Der IS-Khorasan griff immer wieder Patrouillen oder Checkpoints der Taliban an, tötete Taliban-Kommandeure und verübte Selbstmordanschläge mit teils hohen Opferzahlen auf Moscheen der schiitischen Minderheit der Hazara. Unter sunnitischen Minderheiten wie den Tadschiken oder Usbeken rekrutiert der IS-Kämpfer gegen die Taliban, weil diese mehrheitlich Paschtunen sind. Es gibt Vermutungen, dass der pakistanische Geheimdienst Inter-Services Intelligence den IS inzwischen unterstützt, obwohl dieser früher die Taliban unterstützte. In den Provinzen Pandschschir und Baglan gab es nach dem Sieg der Taliban auch Kämpfe mit der Nationalen Widerstandsfront von Afghanistan.
Am 31. Juli 2022 wurde der Anführer der Al-Qaida, Aiman az-Zawahiri, der nach der Machtübernahme der Taliban nach Kabul umgezogen war, eben dort durch einen US-amerikanischen Drohnenangriff getötet. Das Taliban-Regime verurteilte die Tötung az-Zawahiris als Verletzung des Doha-Abkommens. Die US-Regierung wiederum warf den Taliban vor, von der Anwesenheit az-Zawahiris in Kabul gewusst und damit gegen die Sicherheitsgarantien verstoßen zu haben, die sie den USA in demselben Abkommen gegeben hatten.
Im November 2022 führten Taliban im Osten des Landes erstmals wieder eine öffentliche Auspeitschung in einem Fußballstadion durch. Den 14 Beschuldigten wurden unter anderem Ehebruch, Diebstahl oder Korruption vorgeworfen. Die staatliche Nachrichtenagentur Bakhtar bezeichnete Kritik daran als „Beleidigung des Islams“.
Im Sommer 2023 berichtete die Konrad-Adenauer-Stiftung (KAS) aus einem Treffen mit den Taliban, dass es innerhalb der Talibanführung unterschiedliche Auffassungen über die politische Ausrichtung des Landes gibt. Während ein Teil für die Öffnung von Schulen für Mädchen sei, befürchte der andere Teil dadurch den Rückhalt in der Bevölkerung zu verlieren. Das von den Taliban erlassene Schulverbot für Mädchen werde in der Gesellschaft durch informelle Schulen und Privatlehrer hintergangen, was die Taliban wüssten und tolerierten, da Privatlehrer selbst von manchen Taliban für die Bildung eigener Töchter herangezogen werden. Laut der KAS haben viele Afghanen aufgrund der großen Armut und Unterdrückung, die sich unter den Taliban noch verstärkte, eine Depression entwickelt. Die Verzweiflung sei „riesig“. Es gebe im Prinzip „keine Wirtschaft“ und „keine Perspektive“. Außerdem haben Selbstmorde und häusliche Gewalt zugenommen, seit die Menschen keine Arbeit mehr haben.
Ende Oktober 2023 verließen mehr als 100.000 Afghanen, Flüchtlinge ohne regulären Aufenthaltsstatus, wegen drohender Massenabschiebung Pakistan in Richtung Afghanistan. In Pakistan leben etwa 1,7 Millionen Afghanen ohne Aufenthaltsstatus von etwa 4,4 Millionen afghanischen Flüchtlingen insgesamt. Pakistan begründete die Ausweisungsverfügung mit der Zunahme von Selbstmordanschlägen der Taliban in der Grenzregion, allein 2023 24 Selbstmordattentate, von denen 14 von afghanischen Staatsangehörigen ausgeführt wurden. Die Taliban werden 2023 für mehr als 300 Anschläge verantwortlich gemacht. Von der drohenden Abschiebung sind auch Afghanen betroffen, die auf eine Weiterreise in die USA, Großbritannien, Deutschland oder Kanada warteten. Nur Großbritannien flog vor Ablauf der Frist Ende Oktober Afghanen mit Aufnahmezusage aus. In Pakistan hielten sich noch 3000 Ortskräfte und besonders schutzbedürftige Personen auf, die nach Deutschland kommen dürften. Die Botschaft arbeitete so langsam, dass 2022 nur 18 Personen ausgeflogen wurden. Nun sind deren pakistanische Visa abgelaufen.
Im Jahr 2024 unterbanden die Taliban weitgehend den Anbau von Schlafmohn, aus dem sich die Droge Opium gewinnen lässt.

## Politik
Die Taliban regieren Afghanistan totalitär. Es kommt täglich zu schwerwiegenden Verletzungen der Menschenrechte, Frauen werden entrechtet, und die Meinungsfreiheit ist stark eingeschränkt.

### Regierungsstruktur seit 2021
Als Anführer der Taliban fungiert Hibatullah Achundsada auch als Staatsoberhaupt des Islamischen Emirats Afghanistan. Er trägt den Titel Amīr al-Mu'minīn (Kommandeur der Gläubigen) – ein ursprünglich von den Kalifen getragener Emir-Titel, der auch u. a. von Dost Mohammad Khan verwendet wurde. Seine beiden Vorgänger an der Spitze der Taliban hatten den Titel ab 1996 ebenfalls getragen.
Das Wort Achundsadas ist im Emirat Gesetz und religiöse Doktrin. Er erlässt von seinem Sitz in Kandahar aus Dekrete, die die höchsten Rechtsquellen darstellen. Ministerien der Regierung können Gesetzesvorschläge initiieren und Achundsada zur Genehmigung vorlegen; regelmäßig erlässt dieser aber auch ohne dieses Verfahren Gesetze.
In Kabul arbeitet eine Übergangsregierung des Islamischen Emirats Afghanistan. Die Zusammensetzung dieser wurde erstmals am 7. September 2021 durch das Emirat bekanntgegeben. Mohammed Hassan Achund wurde als Regierungschef vorgestellt. Am 17. Mai 2023 wurde er durch Abdul Kabir als amtierenden Ministerpräsident ersetzt.
Weitere bedeutende Mitglieder des Kabinetts waren im September 2021:
- Abdul Ghani Baradar als Stellvertretender Regierungschef
- Sarajuddin Haqqani als Innenminister[35]
- Amir Khan Muttaqi als Außenminister
- Mullah Yaqoob als Verteidigungsminister[36]
- Zabiullah Mudschahid als Regierungssprecher.

Der Übergangsregierung gehörten bei der Bildung insgesamt 33 Mitglieder an, die alle Taliban und bis auf einen Paschtunen sind. Frauen sind im Kabinett nicht vertreten: Die Taliban halten sie eigenen Angaben zufolge für „nicht geeignet“, in höheren Positionen zu arbeiten. Das Frauenministerium wurde abgeschafft. Stattdessen wurde ein Ministerium für „Gebet und Führung und die Förderung von Tugenden und Verhinderung von Lastern“ gegründet.
Im September 2022 ernannte Hibatullah Achundsada zwei neue Minister: MawlawiHabibullah Agha wurde als Bildungsminister, Mawlawi Nada Mohammad Nadim als Hochschulminister eingesetzt. Beide gelten als Loyalisten Achundsadas und setzten prompt einen Ausschluss von Frauen aus den höheren Schulen um.

Laut dem afghanischen Journalisten Sami Yousafzai hat Achundsai ein Sekretariat in Kandahar etabliert, das parallel zur Übergangsregierung in Kabul arbeitet. Zudem sitze in jeder Regierungsstelle mittlerweile mindestens ein Loyalist des Obersten Führers.

### Verfassung ab 2021
Im September 2021 setzten die Taliban für die Zeit der Übergangsregierung die Verfassung des Königreichs Afghanistan aus der Amtszeit von König Sahir Schah in Kraft. Im August 2022 gab der Gouverneur der Provinz Parwan an, Hibatullah Achundsada habe bei einem Treffen mit den Gouverneuren erklärt, dass die Verfassung von Sahir Schah nicht umzusetzen sei. Da diese keine Unterschiede zur republikanischen Verfassung habe, sei sie für die Regierung des Emirats nicht akzeptabel.

### Frauenrechte ab 2021
In einer ersten Pressekonferenz gaben die Taliban im August 2021 an, dass Frauen im Rahmen der islamischen Scharia Teil der Gesellschaft sein sollen. Frauen dürften in den Bereichen Gesundheit, Bildung und „anderen Bereichen“ tätig sein. Jedoch verboten die Taliban wenige Tage nach dieser Ankündigung einer prominenten TV-Moderatorin die Arbeit. Frauen, die zuvor in der Islamischen Republik Afghanistan als Richterinnen tätig waren, werden nach der Scharia-Auslegung der Taliban als Ungläubige angesehen. Auf sie wurden bereits im Krieg erfolgreich Attentate verübt.
Im September 2021 erließen die Taliban eine Niqabpflicht für Frauen an Hochschulen. Weiterhin werden Frauen, die studieren wollen, in von Männern separierten Räumen und Gebäuden unterrichtet. Ist eine räumliche Trennung nicht möglich, sollen beide Geschlechter durch in die Räume gespannte Vorhänge getrennt werden. Die Geschlechtertrennung bezieht auch die Lehrenden ein. So muss das Geschlecht von Lehrer und Lernenden übereinstimmen.
Seit November 2022 ist Frauen in der Hauptstadt Kabul der Aufenthalt in öffentlichen Parks, Fitnessstudios und Freizeitparks auf Weisung der Taliban verboten. Einen Monat später erließen die Taliban ein Hochschulbildungsverbot gegen Frauen bzw. schlossen diese von Hochschulen aus.
Im Sommer 2023 berichtete die Konrad-Adenauer-Stiftung (KAS), dass Frauen trotz Arbeitsverbot in Afghanistan dort einer Arbeit nachgehen, wo es für die Öffentlichkeit nicht sichtbar ist; bspw. in „internen Bereichen“ von Banken und Restaurants.
Ende Juli 2024 wurde ein verschärfter „Sittenkanon“ im Amtsblatt veröffentlicht und im August vom Staatsoberhaupt Hibatullah Achundsada bestätigt; dieses sich an der Scharia orientierende Gesetzespaket schreibt u. a. muslimischen Frauen in Gegenwart von Männern, mit denen sie nicht direkt verwandt sind, die vollständige Verschleierung von Körper und Gesicht vor, und verbietet ihnen, in der Öffentlichkeit zu singen, Gedichte zu rezitieren oder laut zu sprechen oder zu lesen, da ihre Stimmen als zu intim gelten. Ebenso wurde für Männer eine Bartpflicht und das Tragen von mindestens knielangen Hosen eingeführt. Mit demselben Gesetz werden außerdem homosexuelle Beziehungen, Ehebruch, Glücksspiel sowie die Herstellung und das Betrachten von Videos oder Bildern verboten, die Lebewesen zeigen. Eine Sittenpolizei überwacht die Einhaltung dieser Vorschriften und ahndet Verstöße.

### Minderheiten
Mit der Machtübernahme der Taliban im Jahr 2021 begann die Vertreibung der Hazara in Afghanistan erneut.

### Präsenz der Al-Qaida und anderer Terrorgruppen
Nach der Wiedererrichtung des Islamischen Emirats Afghanistan durch die Taliban im Jahr 2021 ging diese mit der Al-Qaida eine enge Zusammenarbeit ein; die Al-Qaida nahm nach Informationen der Vereinten Nationen (UNO) im Emirat Beamtenstellen in Strafverfolgungs- und Verwaltungsbehörden ein und darf im gesamten Land nicht öffentlich sichtbare Büros bzw. Stellen unterhalten. Al-Qaida operiert laut der UNO seit der Machtübernahme der Taliban größtenteils verdeckt in Afghanistan. In den Provinzen Kunar und Nuristan wurden zudem Ausbildungszentren der Al-Qaida errichtet. Taliban-Sprecher Sabihullah Mudschahid wies den UNO-Bericht als unwahr zurück. Al-Qaida habe keine Präsenz in Afghanistan und die Taliban würden niemanden erlauben, afghanischen Boden gegen die Sicherheit eines anderen Landes zu nutzen.
Nach Angaben des deutsch-afghanischen Politikwissenschaftlers und ehemaligen Außenministers Rangin Dadfar Spanta ist die Talibanregierung Stand 2024 „weder in der Lage noch willens“ die in Afghanistan existierenden Terrororganisationen Al-Quaida, ISPK, Tehrik-i-Taliban Pakistan und Islamische Turkestan-Partei „zu kontrollieren“.

### Internationale Resonanz
Das Emirat wurde seit der erneuten Machtübernahme von keiner nationalen Regierung staatlich anerkannt. Die Generalversammlung der Vereinten Nationen stimmte einem Vorschlag eines Mandatsprüfungsausschusses zu, wonach die Entscheidung der Anerkennung vorerst verschoben werden soll. Stattdessen gilt die Islamische Republik Afghanistan als rechtmäßiger Vertreter des afghanischen Staates anerkannt und stellt auch dessen Vertreter bei den Vereinten Nationen.
Der damalige französische Außenminister Jean-Yves Le Drian stellte mit Verweis auf die nicht eingehaltenen Zusicherungen der Taliban hinsichtlich Menschenrechten klar, dass Frankreich die Taliban-Regierung nicht anerkennen werde.
Länder wie Saudi-Arabien und die Vereinigten Arabischen Emirate haben ihre Botschaften in Kabul am 30. November 2021 wiedereröffnet. Zum März 2024 gab es 18 Botschaften in Kabul, darunter eine chinesische und eine indische. Die Deutsche Botschaft Kabul ist seit dem 15. August 2021 bis auf Weiteres geschlossen.
Als die Taliban von 1996 bis 2001 die Macht in Afghanistan hatten, wurde das Islamische Emirat lediglich von Pakistan, Saudi-Arabien und den Vereinigten Arabischen Emiraten anerkannt. Um dem Emirat nach der erneuten Machtübernahme der Taliban mehr Anerkennung zu verleihen, sprach ein Taliban-Sprecher 2021 von Problemen für die ganze Welt, würde die Taliban-Regierung von der internationalen Gemeinschaft nicht anerkannt werden. Vertreter der Taliban trafen sich unter anderem mit dem chinesischen Außenminister Wang Yi und dem russischen Außenminister Sergei Lawrow.
Die Taliban in Afghanistan scheinen auch keinerlei Interesse daran zu zeigen, die Kämpfer der pakistanischen Taliban aus Afghanistan zu vertreiben, welche sich dorthin zurückziehen, um von dort aus Ziele in Pakistan anzugreifen. Die Taliban weisen jedoch derartige Vorwürfe zurück. Seit der Machtübernahme der Taliban in Afghanistan 2021 nehmen terroristische Aktivitäten von Afghanistan aus zu, was Pakistan Grund zur Sorge bereitet. Im Dezember 2021 erklärte ein Führer der Tehrik-i-Taliban Pakistan (TTP), dass es sich bei ihnen um einen Zweig des Islamischen Emirates handele, was der Sprecher des Emirates jedoch dementierte. Auf dem vermutlich im Norden Pakistans aufgenommenen Video des TTP-Anführers waren TTP-Kämpfer in Polizeifahrzeugen der Afghanischen Nationalpolizei zu sehen, was ein Beweis für die engen Beziehungen zwischen den afghanischen und den pakistanischen Taliban und ein Beweis dafür sein könnte, dass die TTP stärker ist als bisher angenommen.

## Militär

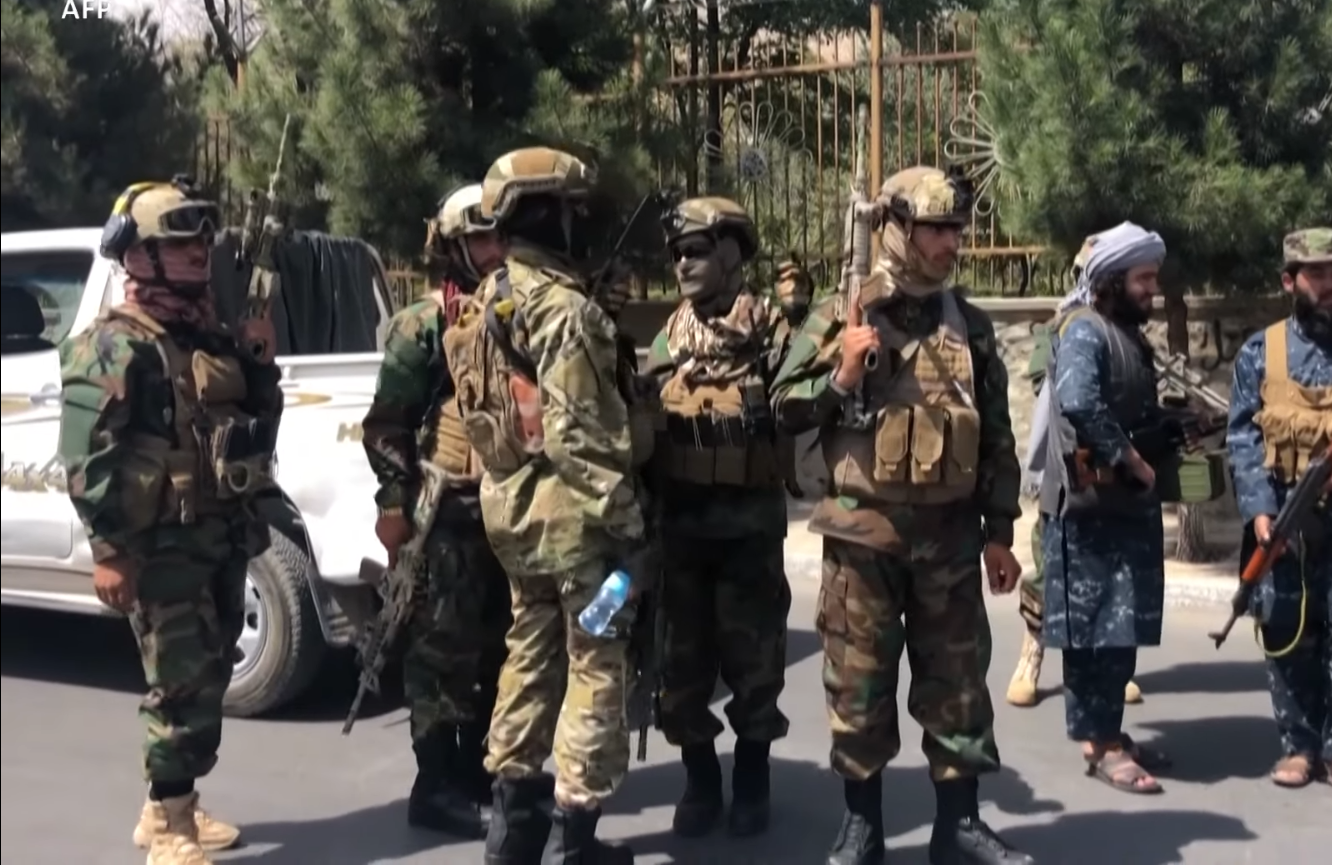
Einheiten der Taliban auf Patrouille in Kabul

Das Militär des Emirates besteht offiziell seit dem 8. November 2021, nachdem die Taliban am 15. August 2021 Kabul eingenommen und die damalige von den USA unterstützte Islamische Republik Afghanistan und ihre gesamte afghanischen Nationalarmee zusammengebrochen war.
Seit August 2021 unterhalten die Taliban mindestens zwei Eliteeinheiten unter ihrem Kommando, das Badri 313-Bataillon und die Rote Einheit. Die Armee selbst ist bis heute stark auf erbeutete Hardware der besiegten afghanischen Nationalarmee angewiesen. Etwa 2.000 Fahrzeuge fielen nach dem Fall von Kabul in die Hände der Taliban, darunter Humvee, M1117 Guardian, MaxxPro MRAP und Oshkosh M-ATV. In Bezug auf Infanterieausrüstung gehören zu den erbeuteten Gegenständen der M4-Karabiner, das M16-Gewehr, Nachtsichtbrillen, Schutzanzüge, Kommunikationsausrüstung und schultergestützte Granatwerfer. Diese in den USA hergestellten Schusswaffen ersetzen Berichten zufolge die in Russland hergestellten AK-47 und AK-74, die von den meisten Taliban-Kämpfern getragen werden.

### Badri 313
Die militärische Eliteeinheit (paschtunisch: د بدري ۳۱۳ ځانګړي کمونډو واحد) gehört zu den Spezialeinheiten der Islamischen Emiratsarmee des Islamischen Emirats Afghanistan. Der Name der Einheit ist eng mit dem Haqqani-Netzwerk verbunden, das sie Berichten zufolge mit Schulungen versorgt hat. Elite-Taliban-Einheiten wie die Badri 313 wurden als „kritisch bei der Übernahme Afghanistans“ beschrieben.

## Finanzen
Seit der Übernahme des Landes durch die Taliban im August 2021 haben die Vereinigten Staaten Vermögenswerte der afghanischen Zentralbank in Höhe von etwa 9 Milliarden US-Dollar eingefroren und die Taliban daran gehindert, auf Milliarden von US-Dollar zuzugreifen, die auf US-Bankkonten gehalten werden.
Das afghanische eingefrorene Vermögen ist die zweitgrößte Menge an Finanzgeldern aus einem Land, das von den USA beschlagnahmt wurde, seit dem eingefrorenen Vermögen Irans von 1980.

### Deutsche Hilfszahlungen
Die deutsche Bundesregierung unter Angela Merkel und Olaf Scholz leistete und leistet in Afghanistan auch nach August 2021 humanitäre Hilfe, strukturbildende Übergangshilfe und Unterstützung in der Basisversorgung. Nach Angaben des Bundesministeriums für wirtschaftliche Zusammenarbeit und Entwicklung (BMZ) erfolgen die Zahlungen „regierungsfern“, d. h. „das BMZ führt keine Regierungsverhandlungen mit der Taliban-Regierung, stimmt die Projekte nicht mit ihr ab und arbeitet in keiner Weise mit ihr zusammen. Dementsprechend erfolgen auch keine finanziellen Zusagen an das Taliban-Regime. Das BMZ setzt seine Finanzmittel nur außerhalb des afghanischen Staatshaushalts ein, die Taliban haben keinen Einfluss auf Projektstandorte, Zielgruppen oder Partner“. Die Höhe der Zahlungen belief sich im Jahr 2021 auf 600 Millionen Euro, 2022 auf 527 Millionen Euro und 2023 auf 261 Millionen Euro.

## Medien
In den von Taliban beherrschten Regionen des Landes gibt es keine Medienfreiheit. Mit der erneuten Machtübernahme der Taliban im Jahr 2021 waren TV-Musik-Programme, zumindest in der Hauptstadt Kabul, nicht mehr zu empfangen. Auch Programme mit Frauen sind seit Mitte August 2021 nur eingeschränkt in Kabul verfügbar. Türkische Serien, die bereits vor der Taliban-Übernahme von konservativen Afghanen als nicht mit afghanischen Werten übereinstimmend kritisiert wurden, wurden aus den Programmen der Sender genommen. Laut einer Stellungnahme der Taliban im August 2021 sollen die von den Medien im Islamischen Emirat Afghanistan gesendeten Inhalte nicht islamischen Werten entgegenstehen und die Medien selbst unparteiisch bleiben.
Zwei afghanische Journalisten, deren Körper von Hämatomen übersät waren, berichteten im September 2021, dass sie, nachdem sie über Proteste gegen die Taliban berichtet hatten, von Talibankämpfern festgenommen und misshandelt wurden. Seit der Machtübernahme der Taliban berichteten zahlreiche Journalisten, dass sie misshandelt, bedrängt oder an ihrer Arbeit gehindert wurden. Laut einer Pressemitteilung der Sprecherin des Hohen Kommissars der Vereinten Nationen für Menschenrechte sind entsprechende Berichte als glaubwürdig anzusehen.
Nach der Machtübernahme der Taliban stellten laut Tolo TV mindestens 153 Medien in 20 Provinzen ihren Betrieb ein. Nach Schätzungen des Afghanistan Journalists Center entschieden rund 80 Prozent aller Medien in Afghanistan, die Arbeit einzustellen oder stark zu begrenzen.